# Floricienta - Temas inéditos - Teatro 2005
Floricienta - Temas inéditos - Teatro 2005 es el primer EP de estudio de la telenovela juvenil e infantil argentina, Floricienta. Fue lanzado el 24 de julio de 2005 bajo el sello discográfico de EMI para promocionar las canciones inéditas interpretadas en el Teatro Gran Rex durante la gira Floricienta: Princesa de la Terraza Tour.

## Información y contenido
El álbum está compuesto por 4 canciones totalmente inéditas que no habían formado parte de la banda sonora de las 2 temporadas producidas para televisión, pero que si fueron escuchadas durante la gira Floricienta: Princesa de la Terraza Tour. Todas las canciones fueron grabadas en estudio.  

## Lista de canciones
1. «Princesa de la terraza»
2. «Contigo amigo»
3. «Algo de ti»
4. «Tu»

## Videos musicales
- «Tu»